# Pietro Paolo Laurenti
Pietro Paolo Laurenti (* 26. August 1675 in Bologna; † 25. März 1719 ebenda) war ein italienischer Instrumentalist, Sänger und Komponist.

## Leben
Pietro Paolo Laurenti entstammte einer Musikerfamilie, ersten Geigenunterricht hatte er bei seinem Vater Bartolomeo Laurenti (1644–1726). Kompositionsunterricht hatte er bei Giacomo Antonio Perti. 1691 wurde er als Geiger in die Kapelle an der Basilika San Petronio aufgenommen. Um 1700 ist er als Instrumentallehrer für tiefe Streichinstrumente (Violetta, Violoncello und Violone) am Collegio Nobile San Franceci Saverio, einer wichtigen Ausbildungsstätte für Musiker in Bologna, erwähnt. 1703 erhielt er dort die Stelle des Kapellmeisters. 1698 wurde er als Cellist in die Accademia Filarmonica aufgenommen, später auch als Komponist. Im Archiv der Accademia finden sich mehrere geistliche Werke Laurentis. In der Zeit von 1711 bis 1719 ist er als Tenor in verschiedenen Opernhäusern Norditaliens aufgetreten. Sein jüngerer Bruder war der Komponist Girolamo Nicolò Laurenti.

## Werk (Auswahl)
Von Laurenti sind mehrere Oratorien, Akademien, Opern und nur wenige Instrumentalwerke bekannt.

### Opern und Akademien
- Attilio Regolo in Affrica  (Tomaso Stanzani), dramma per musica (Bologna, 1701)
- Esone ringiovenito (Tomaso Stanzani), trattenimento per musica (Bologna, 1706)
- L’iride dopo la tempesta accademia teatrale (Bologna, 1709)
- Li diporti d’amore in villa (Antonio Maria Monti), scherzo drammatico  (Bologna, 1710)
- Sabella mrosa d’Truvlin scherzo drammatico (Bologna, 1710)
- Il teatro in festa accademia teatrale (Bologna, 1714)

### Oratorien
- La conversione alla santa fede del re di Bungo giapponese (1703, Faenza)
- Sospiri del cuore umano (1703)
- Santa Radegonda, reina di Francia (Faenza, 1703)
- I pastori al presepio (1704)
- La croce esaltata (1704)
- L’eloquenza del mare (1705)
- La fede consolata (1705)
- Mosè infante liberato dal fiume (1707)
- San Sebastiano (1710)
- Li giuochi di Sansone (Forli, 1720)
- Il bambino Gesù in braccio al San Felice di Cantalice